# Acuticeresium incertum
Acuticeresium incertum är en skalbaggsart som beskrevs av Jean François Villiers 1970. Acuticeresium incertum ingår i släktet Acuticeresium och familjen långhorningar. Inga underarter finns listade i Catalogue of Life.